# アウトキャスト
アウトキャスト（OutKast）は、アメリカのヒップホップデュオである。メンバーはアンドレ・3000とビッグ・ボーイの2人。代表曲に「Ms. Jackson」「B.O.B.」「Hey Ya!」「Roses」などがある。

## 概要
Pファンクを基に、ファンクやソウル、エレクトロニカ、ロックなどの要素を合わせた独創的な音楽スタイルを確立している。アトランタ出身なので、ダーティ・サウスの一つに数えられる。メンバーはアンドレ・3000とビッグ・ボーイの2人で、彼らはジョージア州の高校で同級生だった。
アルバムの総売り上げが2,000万枚以上で、最も成功したヒップホップグループのうちに数えられる。特に「Speakerboxxx/The Love Below」は、MCハマーの「Please Hammer Don't Hurt 'Em」やノトーリアス・B.I.G.の「Life After Death」などに並ぶ、ダイアモンドディスクを達成したヒップホップ・アルバムであるとともに、グラミー賞最優秀アルバム賞を受賞するなど、各方面で高い評価を受けた。

## 経歴

### 1992年-1999年: 初期の活動

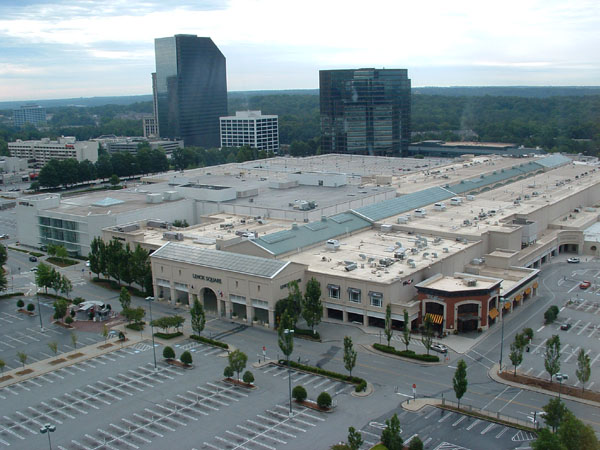
2人が出会ったショッピングモールLenox Square

当時、16歳の高校生だったアンドレとビッグ・ボーイが出会い結成。二人ともアトランタ郊外のイーストポイントの出身であり、地元のヘッドランド通りとデロウ通りの交差点周辺で待ち合わせておりアトランタ・マルタを使って遊びに出かけていた。その後、まもなくラップ制作を開始し、少しずつミックステープの録音へも着手していった。
1994年4月26日、デビューアルバム『Southernplayalisticadillacmuzik』がリリースされた。『Southernplayalisticadillacmuzik』のすべてのトラックは、オーガナイズド・ノイズによって制作され、ダンジョン・ファミリーの他のメンバーをフィーチャーしている。
1996年8月27日、2ndアルバム『ATLiens』をリリース。また、1998年9月29日には、3rdアルバム『Aquemini』をリリースしている。

### 2000年-2002年: Stankonia
2000年10月31日、4thアルバム『Stankonia』をリリース。発売1週目に53万枚以上を売り上げ、ビルボード200にて初登場2位を記録した。メタクリティックでは、平均点が95点と非常に高いスコアをマークしており、2012年時点では、彼らの中では最も評価が高いアルバムとなっている。
2002年1月、グラミー賞に5部門ノミネートされ、その内「best rap album of 2001 (Stankonia)」「best song by a rap duo or group (Mrs. Jackson)」を受賞している。その後、アルバム『Stankonia』の累計販売枚数が400万枚を突破し、4×プラチナムに認定されたとの発表が、RIAAから出された。

### 2003年-2005年: Speakerboxxx/The Love Below

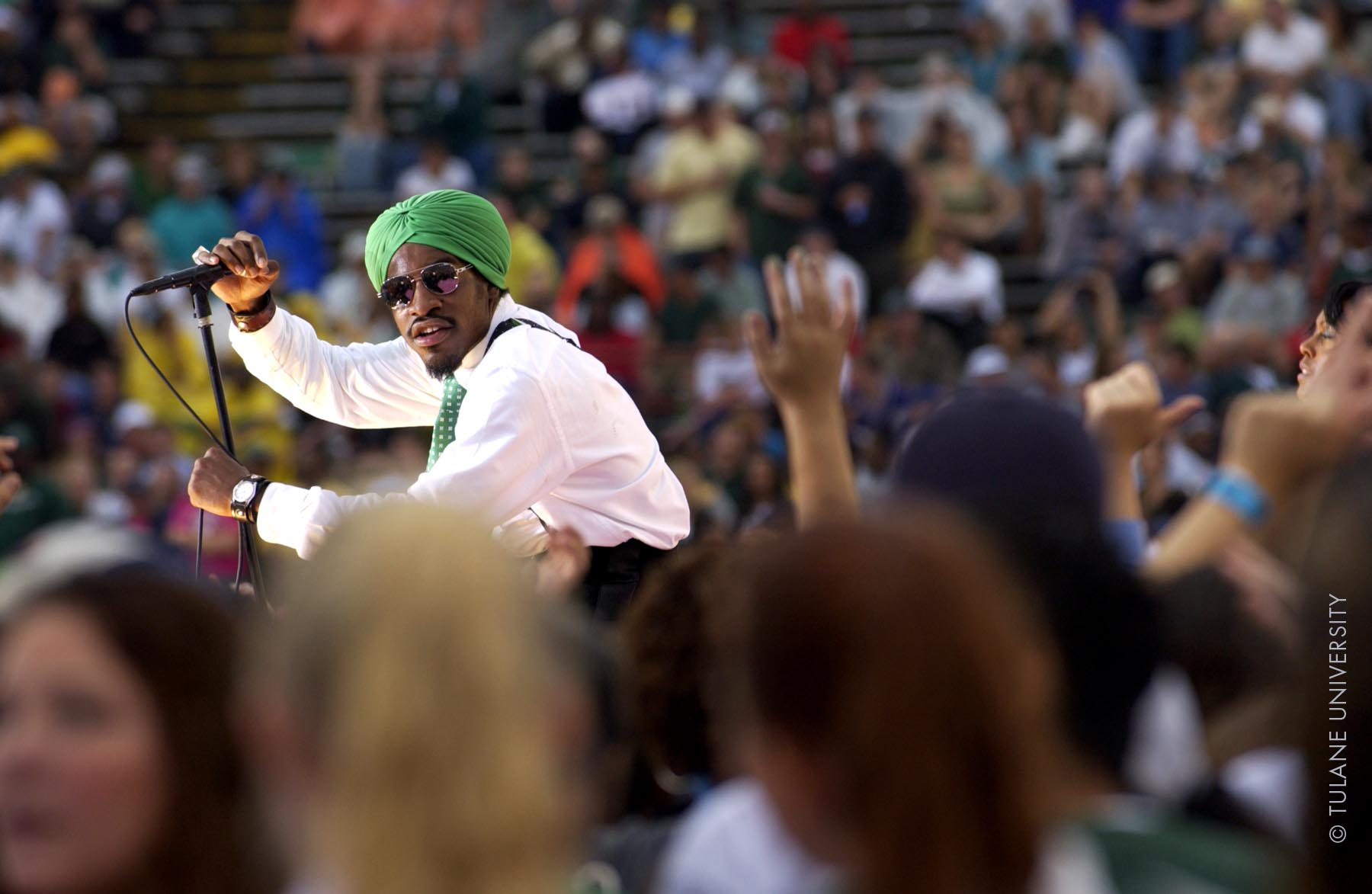
OutKastのライブ（2003年）

2003年9月23日、5thアルバム『Speakerboxxx/The Love Below』をリリース。ビッグ・ボーイとアンドレがそれぞれ、アルバム1枚を担当し、2枚組の作品として発表された。ビッグ・ボーイが作成を担当した『Speakerboxxx』サイドはヒップホップ色が強く、アンドレ・3000が作成した『The Love Below』サイドはR&B/ソウル色が強いという異色の作品となっているが、メタクリティックでは、平均点が91点と、前作には及ばないものの、それでも、なお非常に高いスコアをマークしている。
アルバムは発売1週目に50万枚以上を売り上げ、ビルボード200にて初登場2位を記録。アンドレ・3000が担当したこのアルバムからのシングル「"Hey Ya!"」が最終的にビルボードホット100の1位まで上昇し、その後9週間もの間、首位の座をキープする大ヒットを記録した。当時は、この曲の反響が非常に大きく、アルバム自体のセールスも大幅に上昇。結果的に全米で1100万枚を売り上げ、ダイヤモンド・ディスクに認定された。2012年時点では、彼らの中で最も売れたアルバムとなっている。

### 2006年-現在: Idlewild、活動休止

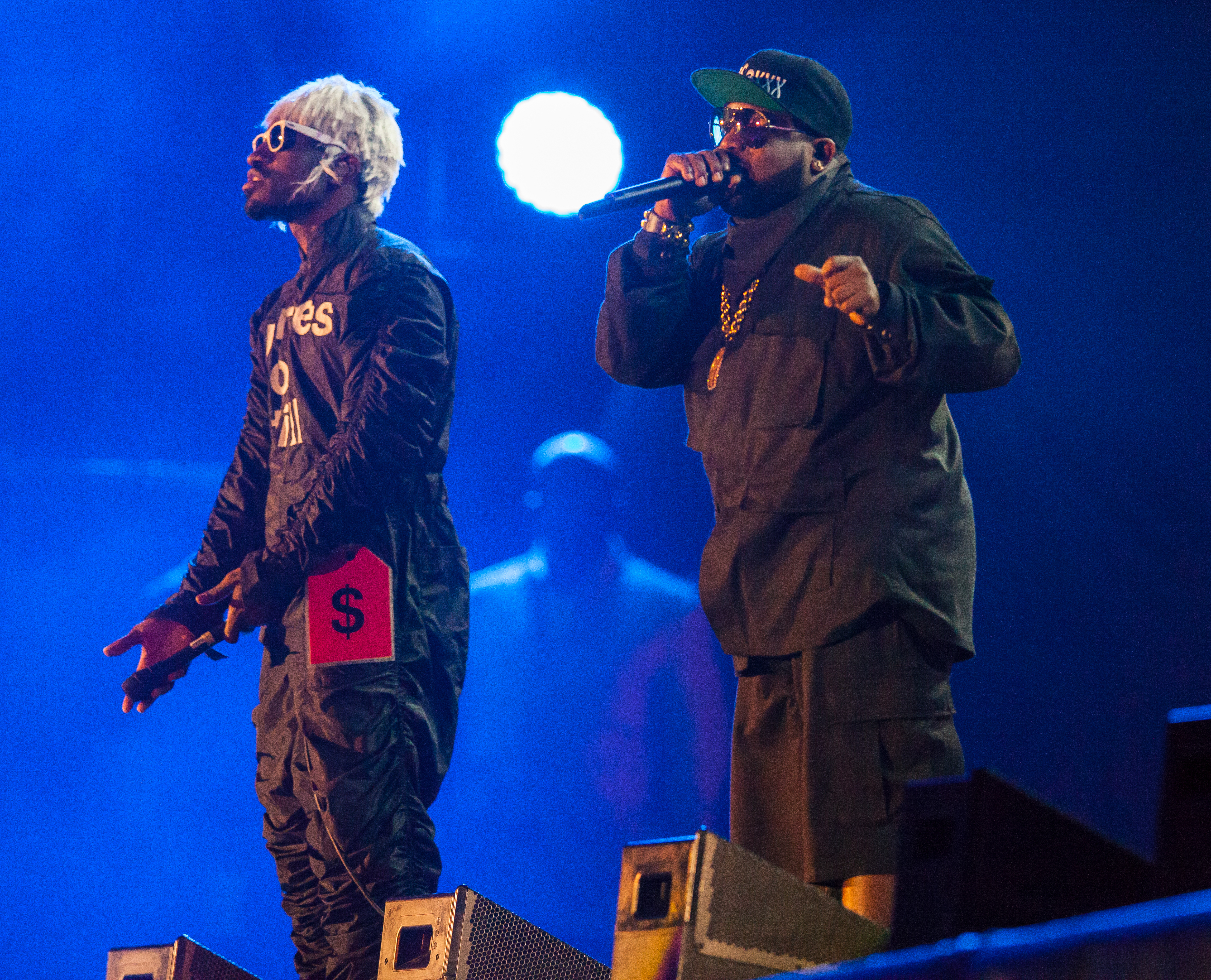
ドイツのRock'n'Heimに出演するOutkast（2014年）

2006年8月22日、6thアルバム『Idlewild』をリリース。発売1週目に、20万枚近くを売り上げ、ビルボード200にて初登場2位を記録。販売累計は100万枚を突破し、プラチナム・ディスクに認定された。このリリースの後、アウトキャストは活動を休止しそれぞれソロ活動を開始。アンドレ3000は本名のアンドレ・ベンジャミン名義で俳優活動を活発化させる。
2014年4月11日、アウトキャストは再結成しコーチェラにヘッドライナーとして出演した。その後、世界各地の40以上のフェスティバルで公演を行なう。新作の噂もあったが2人はその噂を否定し、10月31日のヴードゥー・エクスピリエンスを最後に再び活動を休止した。

## メンバー
- アンドレ・3000 (アンドレ・スリーサウザンド)

本名：アンドレ・ローレン・ベンジャミン（André Lauren Benjamin）
- ビッグ・ボーイ

本名：アントワン・アンドレ・パットン（Antwan André Patton）

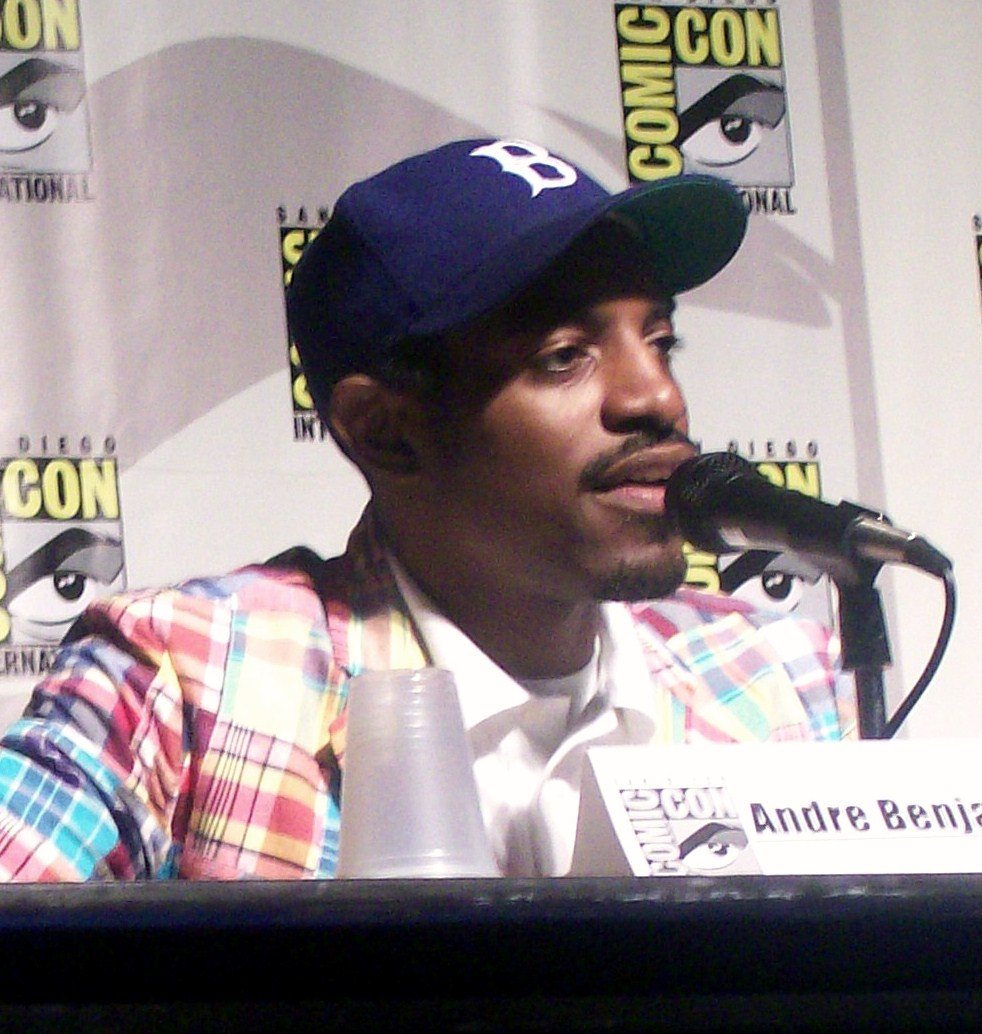
アンドレ3000（André 3000）
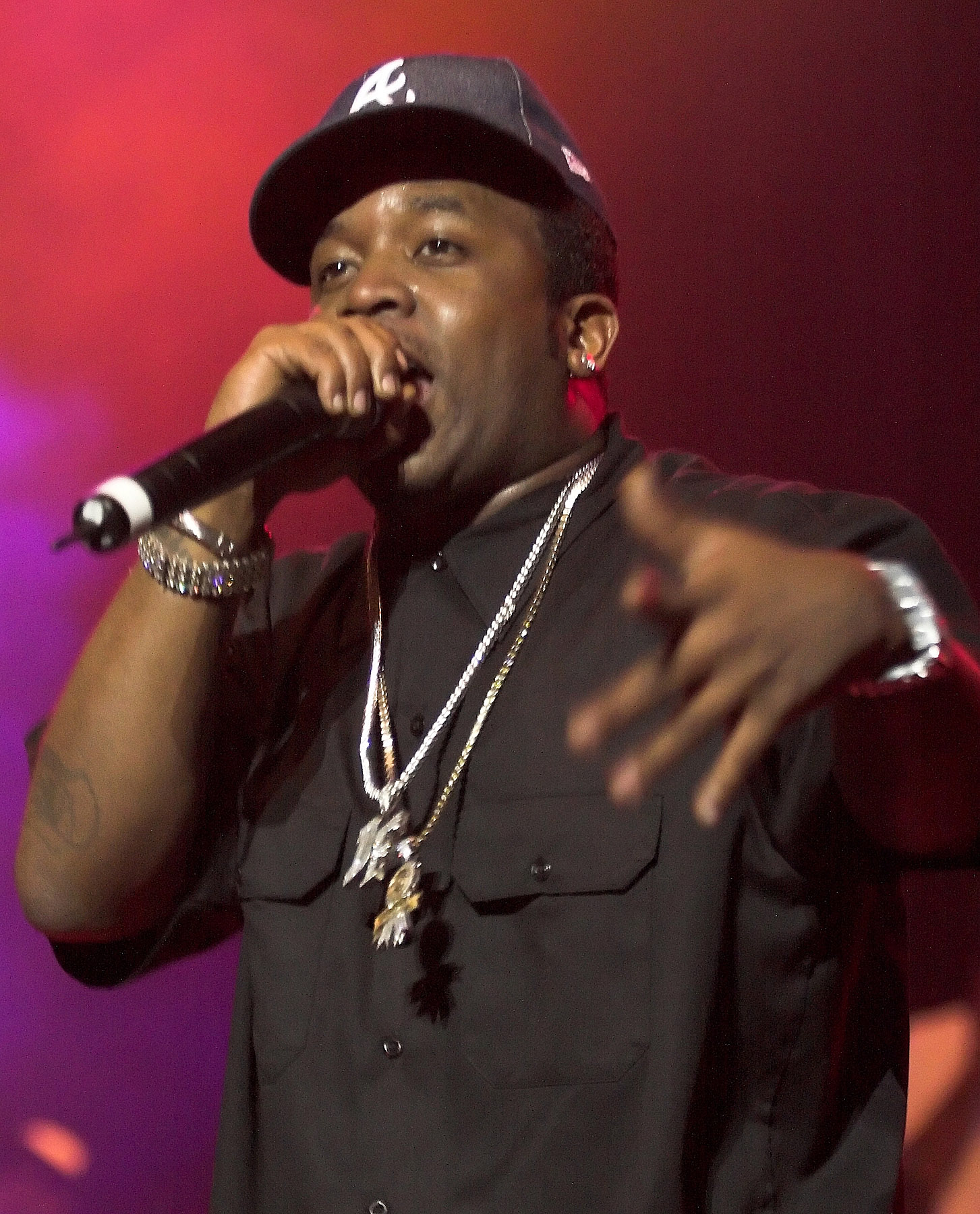
ビッグ・ボーイ（Big Boi）

準メンバー
- スリーピー・ブラウン （Sleepy Brown）

本名：パトリック・ブラウン（Patrick Brown）
初期からよく客演しているため第3のメンバーと呼ばれている。

## ディスコグラフィ

### アルバム
| 年                                        | タイトル                        | アルバム詳細 | チャート最高位 | チャート最高位 | チャート最高位 | チャート最高位 | チャート最高位 | チャート最高位 | チャート最高位 | チャート最高位 | チャート最高位 | 認定 |
| 年                                        | タイトル                        | アルバム詳細 | US             | AUS            | CAN            | GER            | IRL            | NZ             | SWE            | SWI            | UK             | 認定 |
| ----------------------------------------- | ------------------------------- | --- | -------------- | -------------- | -------------- | -------------- | -------------- | -------------- | -------------- | -------------- | -------------- | --- |
| 1994                                      | Southernplayalisticadillacmuzik | - 発売日: 1994年4月26日 - レーベル: LaFace, Arista, RCA - フォーマット: CD, LP, cassette, digital download - 全米売上: 71.5万枚  | 20             | —              | —              | —              | —              | —              | —              | —              | —              | - US: プラチナ |
| 1996                                      | ATLiens                         | - 発売日: 1996年8月27日 - レーベル: LaFace, Arista, RCA - フォーマット: CD, LP, cassette, digital download - 全米売上: 120万枚   | 2              | —              | 16             | 82             | —              | —              | —              | —              | —              | - US: 2× プラチナ - CAN: ゴールド |
| 1998                                      | Aquemini                        | - 発売日: 1998年9月29日 - レーベル: LaFace, Arista, RCA - フォーマット: CD, LP, cassette, digital download - 全米売上: 200万枚   | 2              | —              | 17             | 66             | —              | —              | —              | —              | —              | - US: 2× プラチナ - CAN: ゴールド |
| 2000                                      | Stankonia                       | - 発売日: 2000年10月31日 - レーベル: LaFace, Arista, RCA - フォーマット: CD, LP, cassette, digital download - 全米売上: 379万枚  | 2              | 33             | 4              | 6              | 29             | 17             | 15             | 14             | 10             | - US: 4× プラチナ - CAN: 2× プラチナ - NZ: ゴールド - UK: ゴールド                                                                     |
| 2003                                      | Speakerboxxx/The Love Below     | - 発売日: 2003年9月23日 - レーベル: LaFace, Arista, RCA - フォーマット: CD, LP, cassette, digital download - 全米売上: 1,100万枚 | 1              | 9              | 4              | 21             | 3              | 3              | 11             | 11             | 8              | - US: 11× プラチナ - AUS: プラチナ - CAN: ゴールド - GER: ゴールド - NZ: 2× プラチナ - SWE: ゴールド - SWI: ゴールド - UK: 2× プラチナ |
| 2006                                      | Idlewild                        | - 発売日: 2006年8月22日 - レーベル: LaFace, Zomba - フォーマット: CD, LP, digital download - 全米売上: 100万枚                   | 2              | 27             | 6              | 33             | 19             | 13             | 18             | 4              | 16             | - US: プラチナ - CAN: ゴールド |
| "—"は未発売またはチャート圏外を意味する。 |                                 | |                |                |                |                |                |                |                |                |                | |

### 企画盤
- Big Boi and Dre Present... (2001) プラチナム